# Jacques de Thiboult du Puisact
Jacques Marie François de Thiboult du Puisact est un homme politique français né le 14 novembre 1756 au château de La Rousselière à Beauvain (Orne) et décédé le 14 février 1834 dans la même commune.

## Biographie
Il sert comme cadet gentilhomme au régiment de Beauce de 1777 à 1791. Il émigre en 1794 et s'engage dans l'armée de Condé. Passé dans l'armée russe, il rentre en France en 1801, tout en refusant toute fonction publique sous l'Empire, affichant ses opinions légitimistes.
Maire de Beauvain, conseiller général en 1815, il est député de l'Orne de 1820 à 1827, siégeant dans la majorité soutenant les gouvernements de la Restauration.

## Sources
- « Jacques de Thiboult du Puisact », dans Adolphe Robert et Gaston Cougny, Dictionnaire des parlementaires français, Edgar Bourloton, 1889-1891 [détail de l’édition]